# Ашигару
Ашигару (у дословном преводу "лаконоги") је јапански термин који означава лако наоружаног ратника-пешадинца у феудалним војскама јапанских самураја, великаша и шогуна у периоду од 14. до краја 16. века.

## Дефиниција
За разлику од самураја, професионалних ратника из редова племства, пешадинци су у јапанским армијама од формирања јапанске државе у 7. веку па све до средине 16. века били састављени од мобилисаних сељака, који су у миру обрађивали земљу, а у рату служили своје господаре - земљопоседнике као слуге, коњушари и слабо наоружана лака пешадија. Све до монголских инвазија Јапана крајем 13. века рат је у Јапану био готово искључиво привилегија племића и самураја, док су нискородни пешадинци у рату учествовали само као послуга својих господара. У сукобу са масовним и дисциплинованим армијама Монгола које су се искрцале у Јапану 1274. и 1281. малобројни племићи на коњима били су немоћни, па је сеоска пешадија наоружана луком и стрелом, која је гађала масовним плотунима у гомилу непријатеља по узору на Монголе (уместо у поједине мете, што је захтевало већу вештину и дугу обуку) први пут добила видно место на бојишту. Термин ашигару први пут се у историјским изворима помиње 1348, за лаке стрелце-пешадинце у бици код Шиђо Навате. Средином 16. века, на врхунцу периода грађанских ратова који су названи Сенгоку период (1467-1615), у Јапану је због увођења ватреног оружја, као и у Европи тог времена, пешадија наоружана пушкама и копљима постала доминантан род војске. Како је ефикасно коришћење аркебуза и пешадијских формација на бојишту захтевало сложену обуку и дисциплину, и јапански пешадинци су од принудно мобилисаних и слабо наоружаних сељака постали професионални војници, најпре у служби обласних господара у грађанском рату, а затим у служби државе након уједињења Јапана за време регента Тојотоми Хидејошија (1582-1598) и шогуна Токугаве Ијејасуа (1600-1603). Након што је специјалним декретом из 1588. забранио сељацима, занатлијама и грађанима да поседују оружје, регент Хидејоши, који је и сам био сељачког порекла и започео своју каријеру као прост пешадинац у служби Оде Нобунаге, уздигао је 1591. све ашигаруе у ред самураја. Од тада, па све до укидања класе самураја током Мејџи реформи (1870), термин ашигару означавао је најсиромашнији слој класе самураја.